# Boyka: Undisputed
Boyka: Undisputed (ook bekend als Boyka: Undisputed IV) is een Amerikaans-Bulgaarse actiefilm uit 2016 geregisseerd door Todor Chapkanov. De film is het vervolg op  Undisputed III: Redemption uit 2010. Scott Adkins herneemt zijn rol als Yuri Boyka.

## Verhaal
Een paar maanden na zijn strijd in Georgië is Yuri Boyka nu een vrij man. Tijdens een gevecht in Kiev doodt hij echter per ongeluk zijn tegenstander Viktor. Dan komt hij erachter dat Viktors weduwe Alma nu een slavin is van de Russische maffia om de schulden van haar overleden man af te betalen. Boyka besluit vervolgens een reeks gevechten aan te gaan om haar te helpen.

## Rolverdeling
- Scott Adkins - Yuri Boyka
- Teodora Duhovnikova - Alma
- Alon Moni Aboutboul - Zourab
- Julian Vergov - Slava
- Brahim Achabbakhe - Igor Kazmir
- Paul Chahidi - Kiril
- Petio Petkov - Dominik
- Valentin Ganev - Warden Markov
- Vladimir Mihaylov - the Priest
- Martyn Ford - Koshmar
- Vladimir Kolev -Koychev
- Emilien De Falco - Viktor